# Mésanger
Ne doit pas être confondu avec Mézangers.
Mésanger est une commune de l'Ouest de la France, située dans le département de la Loire-Atlantique, en région Pays de la Loire.

## Géographie
La superficie de la commune est de 49,75 km2 (4 975 ha).

### Situation
Mésanger est située à 40 km environ au nord-est de Nantes et à 8 km au nord d’Ancenis (commune nouvelle d'Ancenis-Saint-Géréon).
Les communes limitrophes sont Ancenis-Saint-Géréon au sud, Couffé au sud-ouest, Mouzeil à l'ouest, Teillé puis Pannecé au nord, Pouillé-les-Côteaux au nord-est, La Roche-Blanche à l'est.

### Géographie physique
Relief
La campagne mesangéenne est un paysage d'openfield consacré principalement à la culture céréalière.
Le site est vallonné, l’altitude variant entre 9  et   77 mètres. Le bourg s’est développé dans une sorte de cuvette.
Hydrographie
Un petit ruisseau, le Beusse, prend sa source sur le sol de la commune, près du village de la Poibelière. Avant de retrouver son cours normal lors des travaux du plan d'eau Le Pont Cornouaille en 2019, il alimentait ce plan d’eau, situé au nord du bourg. Il traverse le bourg et l'ouest de la commune, avant de rejoindre à Couffé un autre cours d'eau, formant le Hâvre, qui se jette dans la Loire à Oudon.
Il existe deux autres plans d'eau à Mésanger : le Bouineau et la Bonne Vallée.

### Géographie humaine
Lieux-dits, hameaux et écarts
La commune est composée d'un bourg principal et d'autres lieux-dits, hameaux et écarts listés ci-dessous.
Le bourg s’est considérablement développé ces dernières années en raison de la forte croissance démographique de la commune.
- Bel-Air[Note 1]
- Bel-Air[Note 1]
- Belle Issue
- Bigane
- Bruère
- l'Aufresne
- l'Auvinière
- l'Echo du Bois
- l'Ecolerie
- l'Etang Pol
- la Barre
- la Barrière
- la Bazière
- la Bergerie
- la Beussière
- la Blanchardière
- la Blétière
- la Blinière
- la Bouverie
- la Bûchetière
- la Butte des Tertres
- la Chapelle Rigaud
- la Coindière
- la Cormerie
- la Coutume
- la Crèmetière
- la Doineau
- la Ferlauderie
- la Ferrière
- la Foresterie
- la Frabouillère
- la Galicheraie
- la Gaubretière
- la Glardière
- la Grande mare
- la Grée des Bois
- la Hardière
- la Haulinière
- la Hulnière
- la Hutière
- la Jourdonnière
- la Jutonnière
- la Loirière
- la Millaudière
- la Mine
- la Moinerie
- la Mondaire
- la Mortraie
- la Nérière
- la Petite Foresterie
- la Pierre
- la Pinsonnière
- la Piverdière
- la Poibelière
- la Poupardière
- la Praie
- la Provôtière
- la Quetraie
- la Réandière
- la Relionnière
- la Rigaudière
- la Rivière
- la Roche
- la Roirie
- la Roulière
- la Rousselière
- la Sébilière
- la Sinandière
- la Transonnière
- la Varenne
- la Vrillère
- le Bas Defay
- le Bois Clair
- le Bois Rution
- le Château Rouge
- le Cherpe
- le Clos
- le Clos Blanc
- le Clos Carbonnais
- le Cormier
- le Gibounet
- le Grand Boulay
- le Haut Bois
- le Haut Defay
- le Houx
- le Latay
- le Milieu Defay
- le Moulin Bidault
- le Moulin de Bruère
- le Moulin de la Lande
- le Moulin de Saint-Père
- le Moulin de Seigneurie
- le Moulin du Château Rouge
- le Moulin du Tertre
- le Parc
- le Pas Malet
- le Pas Nantais
- le Petit Boulay
- le Plessis
- le Prieuré
- le Sauzay
- le Vigneau
- les Bas Coureaux
- les Basses Haies
- les Bimboires
- les Chintres
- les Coureaux
- les Etourneaux
- les Fougerais
- les Grands Montis
- les Hardais
- les Hautes Haies
- les Landes
- les Maraires
- les Montis
- les Nouvelles Guilletières
- les Petits Montis
- les Salles
- les Vieilles Guilletières
- Moulin de la Quetraie
- Saint-Félix
- Saint-Joseph
- Sainte-Marie
- Tacon

Typologie de l'occuptation du sol
Comme dans toute commune rurale, la grande majorité du sol est occupée par des terres agricoles. En 2000, la SAU (Superficie agricole utilisée) était de 4 028 ha sur les 4 975 que compte la commune.
Malgré le remembrement qui a eu lieu en 1968, le paysage mésangéen reste un paysage de bocage.
Voies de communication
La commune est traversée par plusieurs routes départementales :
- La D21 de Couffé jusqu’à la D18 Pannecé – Pouillé-les-Coteaux.
- La D25  Couffé – La Roche-Blanche
- La D14 Teillé – Ancenis.

Mésanger est à proximité immédiate de l’échangeur d’Ancenis sur l’autoroute A11 Paris–Nantes.

### Climat
Pour des articles plus généraux, voir Climat des Pays de la Loire et Climat de la Loire-Atlantique.
En 2010, le climat de la commune est de type climat océanique altéré, selon une étude du CNRS s'appuyant sur une série de données couvrant la période 1971-2000. En 2020, Météo-France publie une typologie des climats de la France métropolitaine dans laquelle la commune est exposée à un climat océanique et est dans la région climatique  Bretagne orientale et méridionale, Pays nantais, Vendée, caractérisée par une faible pluviométrie en été et une bonne insolation. 
Pour la période 1971-2000, la température annuelle moyenne est de 11,9 °C, avec une amplitude thermique annuelle de 13,8 °C. Le cumul annuel moyen de précipitations est de 723 mm, avec 11,8 jours de précipitations en janvier et 6,3 jours en juillet. Pour la période 1991-2020, la température moyenne annuelle observée sur la station météorologique de Météo-France la plus proche, sur la commune de Nort-sur-Erdre à 20 km à vol d'oiseau, est de 12,4 °C et le cumul annuel moyen de précipitations est de 760,4 mm,. Pour l'avenir, les paramètres climatiques de la commune estimés pour 2050 selon différents scénarios d'émission de gaz à effet de serre sont consultables sur un site dédié publié par Météo-France en novembre 2022.

## Toponymie
Le nom de la localité est attesté sous les formes de Mesengeriis en 1104, Mesanger en 1287.
Mésanger possède un nom en gallo, la langue d'oïl locale, écrit Mezenjë et prononcé [məzɑ̃ʒə] ou [mzɑ̃ʒə].
La forme bretonne proposée par l'Office public de la langue bretonne est Mezansker'.

## Histoire
D'après Histoire de Mésanger de 1983.

### Époque gallo-romaine
En l’an 55 av. J.-C., les Romains soumettent l’Armorique. Il existe des traces d’exploitation des carrières de calcaires, datant de cette époque, à la limite de Mésanger. Plusieurs voies romaines ont traversé le territoire actuel de la commune :
- L’une passait à Tacon pour rejoindre une autre voie au niveau de la Chapelle-Rigaud.
- Une autre allait très certainement de Saint-Géréon à Mésanger. Sa découverte a eu lieu en mai 1966, où de nombreux pavés ont été déterrés lors de la création des fossés sur la route d’Ancenis, près du bois de la Guère.

### Époque féodale
C’est à cette époque que le vieux bourg de Mésangé serait apparu. Les vilains auraient construit leurs habitations à proximité du donjon voisin de la demeure féodale de la Cour des Bois. Le donjon présentait de larges douves alimentées par le Beusse. 

#### Anciens seigneurs
Le plus ancien seigneur attesté est un certain Gestin de Mésangé (fin XIe siècle).
Mésangé fut l’une des plus anciennes seigneuries de Bretagne puisqu’elle est datée dans les familles de chevalerie dès le XIe siècle.
La famille de Chateaugiron dite de Malestroit, habita le Château de La Cour des Bois du XIVe siècle au XVIIe siècle.
Jean de Malestroit, né à Mésangé vers le milieu du XIVe siècle deviendra évêque de Saint-Brieuc en 1404 puis exécuteur testamentaire du connétable Olivier de Clisson. Peu après, il se rallie aux Montfort et devient Trésorier Général de Bretagne. En 1419, il est nommé évêque de Nantes.
La seigneurie de Mésangé est ensuite transmise aux Coëtquen – une puissante famille bretonne au vu de ses nombreuses seigneuries – en 1519 à la suite du mariage de Françoise de Malestroit avec François de Coëtquen. Le dernier héritier de Malestroit, Jacques de Malestroit, est mort en bas âge. La fille, Gillonne de Coëtquen, épouse Estienne du Halley en 1576. Nouveau nom dans la seigneurie de  Mésangé. Il s’éteignit très vite : Gillonne de Coëtquen meurt le 10 janvier 1626, puis sa fille, Rennée du Halley, meurt elle aussi le 6 avril de la même année.
Jacques de Raoul, seigneur de la Guibourgère acheta la seigneurie de Mésangé entre 1626 et 1631.
Les derniers seigneurs de Mésangé furent Louis-François Camus de Pontcarré et Louis-Jean Camus de la Guibourgère. Le premier émigra pendant la révolution, l’autre périt sur l’échafaud le 20 avril 1794.
La juridiction s’étendait sur d’autres seigneuries de Mésangé, particulièrement nombreuses : la Quétraye, la Rigaudière, le Pas Nantais, la Hardière, les Salles, la Roche.

### La Révolution française
À l'époque de la Révolution, les nobles n’avaient plus une grande autorité sur Mésangé. La fin des privilèges de la noblesse fut donc accueillie naturellement par les habitants.
En revanche, en 1793, dans un climat déjà tendu, la nouvelle loi sur la conscription et ses tirages au sort provoqua la fronde. Environ 6 000 paysans se réunirent à Mésangé le 12 mars 1793, pour faire front aux patriotes de la Garde nationale. C’est le début des années de terreur et d’affrontements sanglants entre Chouans et Républicains (voir Chouannerie).  À la fin du XVIIIe siècle, les conseillers municipaux font l'objet de menaces, le conseiller Julien Macé sera assassiné le 11 juin 1799. Il est fort possible que Mésangé soit restée sans administration claire durant cette période de troubles.
Le 16 août 1797, Mésangé est rattachée au canton d'Ancenis – La commune faisait partie du canton de Ligné – à la suite de la demande de celle-ci.

### La Seconde Guerre mondiale

#### L’occupation allemande
Les Allemands entrent pour la première fois à Mésanger le 19 juin 1940 en fin de matinée. L’église est alors réquisitionnée pour y installer des prisonniers. Les troupes allemandes occupèrent aussi le château de la Quêtraye en prenant bien soin de vandaliser le mobilier au passage.
La kommandantur s’installa à l’école communale.

#### La Résistance
Le 5 août 1944, les FFI (Forces Françaises de l'Intérieur) libèrent Ancenis dont ils prennent d’assaut la caserne Rohan. Plusieurs familles de Mésanger y furent mêlées, soit parce qu’un membre a directement participé ou bien parce qu’elles ont hébergé des résistants. Plusieurs réunions organisées par des responsables de la résistance ont eu lieu dans le bourg ainsi qu’en rase campagne.
Les premières voitures américaines sont arrivées le 5 août 1944, en plein midi, peu après le départ précipité des derniers allemands.
Les troupes américaines sont restées trois semaines avant de repartir.

### Mésangé ou Mésanger?
Mésangé s’est écrit ainsi jusqu’au 19 juin 1949, date où cette orthographe apparait pour la dernière fois. Depuis on retrouve l’orthographe actuelle[réf. nécessaire].

## Politique et administration

### Municipalité
Les premières élections ont eu lieu le 25 janvier 1790.
Le premier maire élu fut Pierre Lhériau.

#### Maires successifs

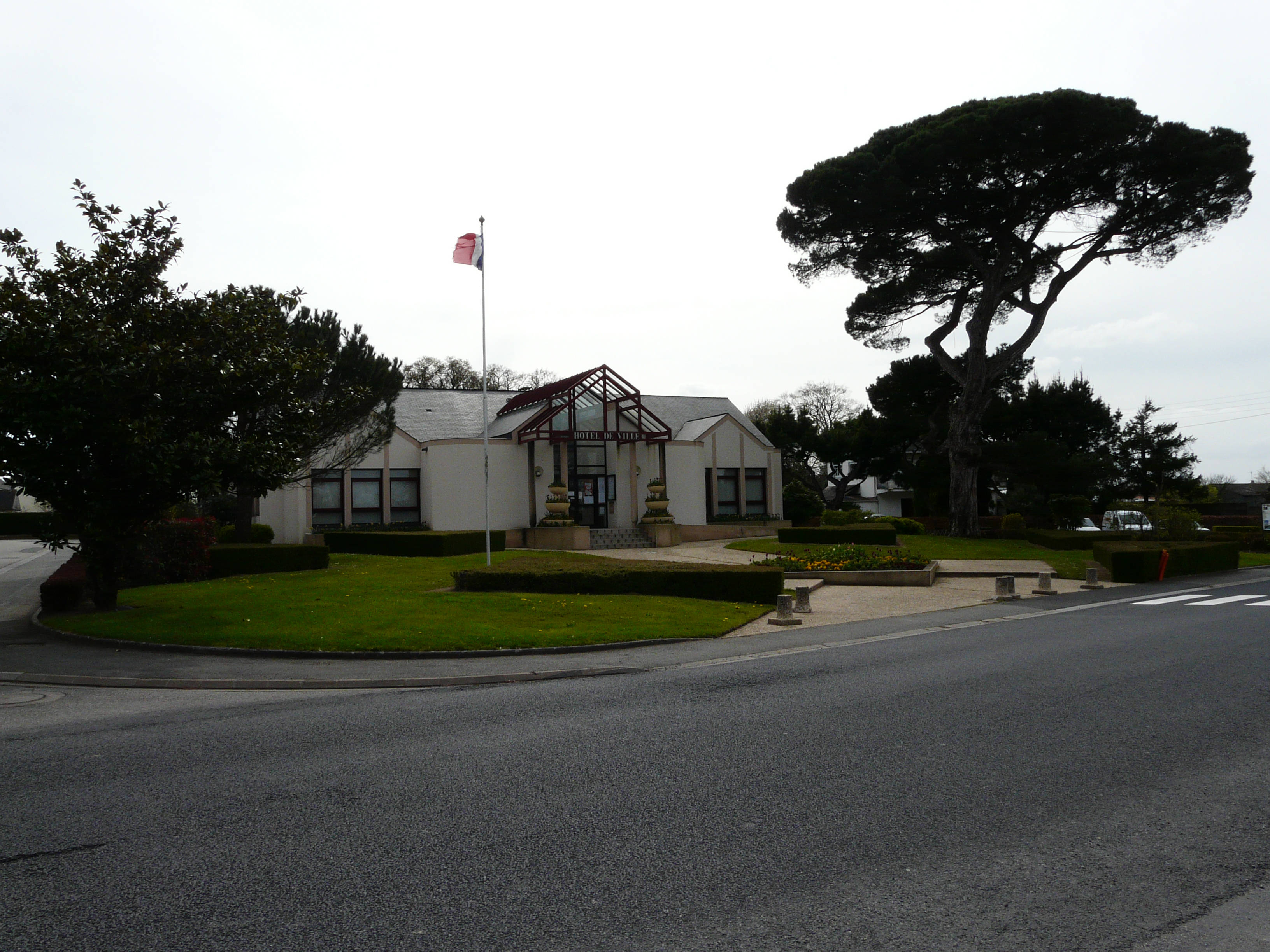
Hôtel de ville de Mésanger.

### Intercommunalité
Mésanger fait partie de la Communauté de communes du pays d'Ancenis (COMPA).

### Budget et fiscalité
En 2004, la ville comptait 1 872 foyers fiscaux, dont 952 imposés (50,9 %)
En 2007, le budget total de la commune s'élevait à 12 783 759 € :
- Budget principal : 5 611 981 €
- Budget assainissement : 1 195 488 €
- Budget Lotissements 2007 : 5 738 032 €
- Budget CCAS 2007 : 238 258 €

## Urbanisme

### Typologie
Mésanger est une commune rurale, car elle fait partie des communes peu ou très peu denses, au sens de la grille communale de densité de l'Insee,,,.
Par ailleurs la commune fait partie de l'aire d'attraction d'Ancenis-Saint-Géréon, dont elle est une commune de la couronne. Cette aire, qui regroupe 12 communes, est catégorisée dans les aires de 50 000 à moins de 200 000 habitants,.

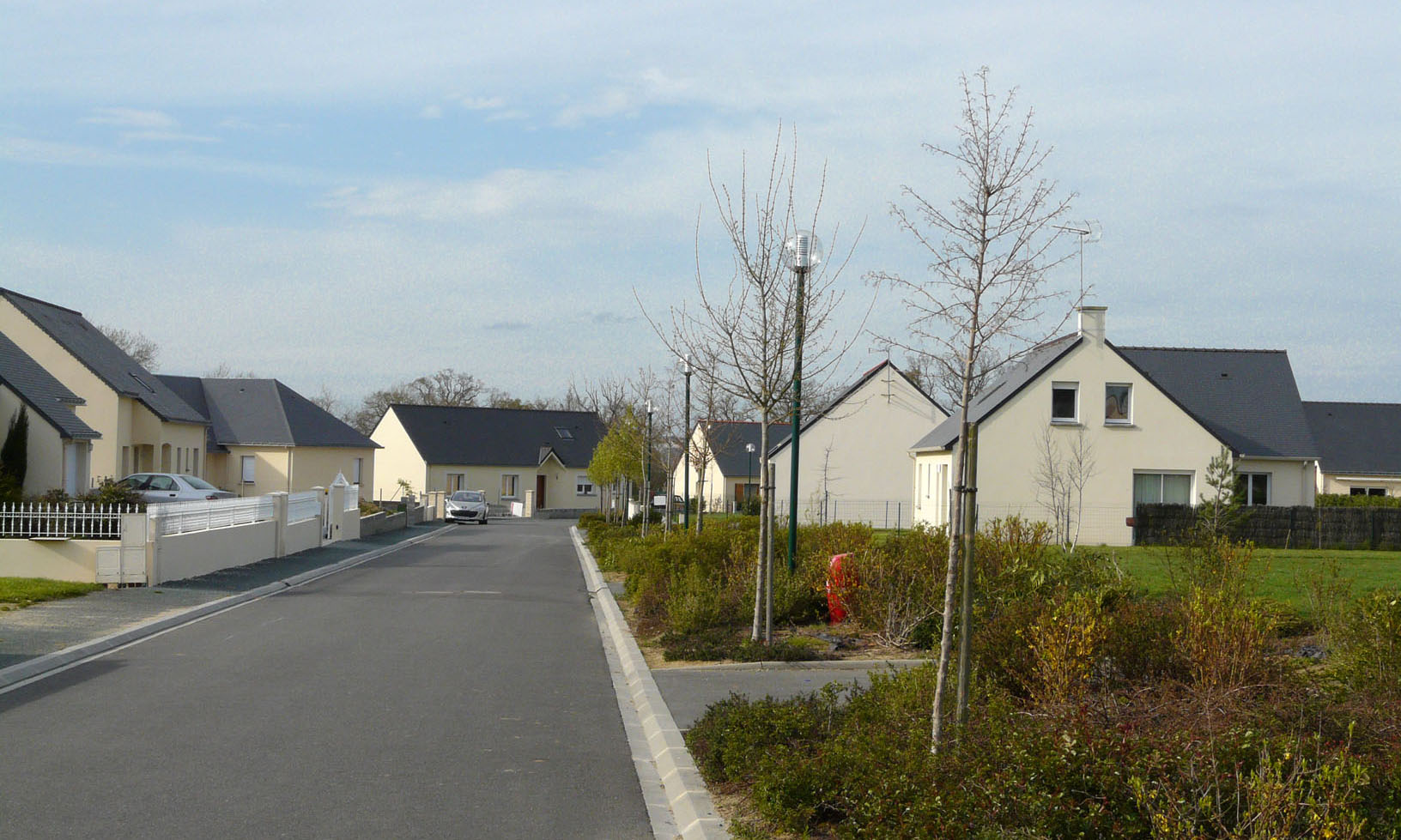
Lotissement pavillonnaire, rue des Donjons.

Mésanger connaît une forte croissance démographique depuis trente ans avec une accélération depuis le début des années 2000. De nombreux lotissements pavillonnaires ont ainsi vu le jour autour du vieux bourg et dans les principaux villages.
En 2005, la commune a délivré 80 permis de construire pour des maisons neuves.

### Types de constructions
Les plus anciennes habitations comportent des murs en pierre (éventuellement enduits) et une toiture en ardoise, généralement dans le sens de la rue. Les portes et fenêtres sont parfois encadrées de tuffeau et de briques.
Les fermes sont souvent de type longère.
Les nombreuses maisons construites depuis la fin du XXe siècle sont majoritairement en parpaing avec un enduit clair, une toiture en ardoises et des pignons pleins sur les côtés gauche et droit.

### Logement
La répartition suivante du logement date de 2012 (dernières statistiques de L'Insee).
Sur 1 779 logements :
- Résidences principales : 1 674 (94,1 %)
- Résidences secondaires et logements occasionnels: 27 (1,5 %)
- Logements vacants : 78 (4,4 %)

Sur l'ensemble des résidences principales, 1389 (78,1 %) ont un statut d'occupation « propriétaire » et 390 (21,9 %) « locataire ».

## Population et société

### Démographie
Selon le classement établi par l'Insee, Mésanger est une commune multipolarisée. Elle fait partie de la zone d'emploi et du bassin de vie d'Ancenis. Elle n'est intégrée dans aucune unité urbaine. Toujours selon l'Insee, en 2010, la répartition de la population sur le territoire de la commune était considérée comme « peu dense » : 86 % des habitants résidaient dans des zones « peu denses »  et 14 % dans des zones « très peu denses ».

#### Évolution démographique
L'évolution du nombre d'habitants est connue à travers les recensements de la population effectués dans la commune depuis 1793. Pour les communes de moins de 10 000 habitants, une enquête de recensement portant sur toute la population est réalisée tous les cinq ans, les populations de référence des années intermédiaires étant quant à elles estimées par interpolation ou extrapolation. Pour la commune, le premier recensement exhaustif entrant dans le cadre du nouveau dispositif a été réalisé en 2006.

En 2022, la commune comptait 4 681 habitants, en évolution de −0,11 % par rapport à 2016 (Loire-Atlantique : +6,68 %, France hors Mayotte : +2,11 %).
| 1793  | 1800  | 1806  | 1821  | 1831  | 1836  | 1841  | 1846  | 1851  |
| ----- | ----- | ----- | ----- | ----- | ----- | ----- | ----- | ----- |
| 2 057 | 2 131 | 2 199 | 2 335 | 2 433 | 2 270 | 2 501 | 2 607 | 2 701 |

| 1856  | 1861  | 1866  | 1872  | 1876  | 1881  | 1886  | 1891  | 1896  |
| ----- | ----- | ----- | ----- | ----- | ----- | ----- | ----- | ----- |
| 2 827 | 2 790 | 2 863 | 2 973 | 3 010 | 2 960 | 2 918 | 2 884 | 2 790 |

| 1901  | 1906  | 1911  | 1921  | 1926  | 1931  | 1936  | 1946  | 1954  |
| ----- | ----- | ----- | ----- | ----- | ----- | ----- | ----- | ----- |
| 2 635 | 2 541 | 2 424 | 2 140 | 2 090 | 2 011 | 2 002 | 1 905 | 1 870 |

| 1962  | 1968  | 1975  | 1982  | 1990  | 1999  | 2006  | 2011  | 2016  |
| ----- | ----- | ----- | ----- | ----- | ----- | ----- | ----- | ----- |
| 1 829 | 1 839 | 2 051 | 2 717 | 3 068 | 3 135 | 3 892 | 4 499 | 4 686 |

| 2021  | 2022  | - | - | - | - | - | - | - |
| ----- | ----- | - | - | - | - | - | - | - |
| 4 704 | 4 681 | - | - | - | - | - | - | - |

#### Pyramide des âges
La population de la commune est relativement jeune.
En 2018, le taux de personnes d'un âge inférieur à 30 ans s'élève à 40,2 %, soit au-dessus de la moyenne départementale (37,3 %). À l'inverse, le taux de personnes d'âge supérieur à 60 ans est de 18,5 % la même année, alors qu'il est de 23,8 % au niveau départemental.
En 2018, la commune comptait 2 341 hommes pour 2 356 femmes, soit un taux de 50,16 % de femmes, légèrement inférieur au taux départemental (51,42 %).
Les pyramides des âges de la commune et du département s'établissent comme suit.
| Hommes | Classe d’âge | Femmes |
| ------ | ------------ | ------ |
| 0,3    | 90 ou +      | 0,7    |
| 3,4    | 75-89 ans    | 5,4    |
| 13,3   | 60-74 ans    | 13,9   |
| 19,6   | 45-59 ans    | 17,5   |
| 23,2   | 30-44 ans    | 22,5   |
| 15,8   | 15-29 ans    | 15,0   |
| 24,5   | 0-14 ans     | 25,0   |

| Hommes | Classe d’âge | Femmes |
| ------ | ------------ | ------ |
| 0,6    | 90 ou +      | 1,8    |
| 6      | 75-89 ans    | 8,6    |
| 15,1   | 60-74 ans    | 16,4   |
| 19,4   | 45-59 ans    | 18,8   |
| 20,1   | 30-44 ans    | 19,3   |
| 19,2   | 15-29 ans    | 17,4   |
| 19,5   | 0-14 ans     | 17,6   |

## Économie

### Emploi et revenus
En 1999, sur 1 571 actifs, 1 453 avaient un emploi : 317 dans la commune, 1 049 dans une autre commune du département, 87 dans un département différent. Le taux de chômage de Mésanger était de 7,3 % (4,5 % chez les hommes, 11,1 % chez les femmes).
Au 31 décembre 2006, le nombre de demandeurs d’emploi s’élevait à 93.
Enfin, en 2004, le revenu net imposable moyen par habitant était de 16 080 €.

### Secteur primaire
Mésanger est une commune rurale de taille importante. De ce fait, l’agriculture est un secteur d’activité historique sur son sol.
En 2000, on répertoriait 71 exploitations agricoles sur la commune (135 en 1988) :
- Grandes cultures : 7 (14 en 1988)
- Légumes, fruits, viticultures : 5 (7 en 1988)
- Bovins : 18 (61 en 1988)
- Autres animaux : 12 (15 en 1988)

Si le nombre d’exploitations a pratiquement baissé de moitié entre 1988 et 2000, c’est loin d’être le cas pour la SAU. En 2000, elle s’élevait à 4 028 ha contre 4 166 en 1988.
Le secteur agricole reste relativement important malgré un recul, ces dernières années.

### Secteur secondaire
La Z.I. du Château Rouge est l'unique Zone Industrielle de la commune. Elle regroupe une dizaine d’entreprises.
En 2006, on en comptait 40 dans l’industrie et la construction dont 4 nouvelles créations.
Parmi elles, plusieurs entreprises dans la menuiserie, les plastiques et l’aluminium.
De nombreux artisans répartis entre différents secteurs tel que le bâtiment, la métallerie, la ferronnerie viennent compléter ce nombre.

### Secteur tertiaire
48 entreprises dans ce secteur en 2006, avec 8 nouvelles créations cette même année.
- Boulangerie, supermarché
- Bar, restaurant, hôtel, presse, tabac
- Banque, assurance, La Poste
- Garage automobiles
- Coiffure, esthétique
- Médecin, dentiste, pharmacie

## Culture locale et patrimoine
Source : Patrimoine des communes de la Loire-Atlantique

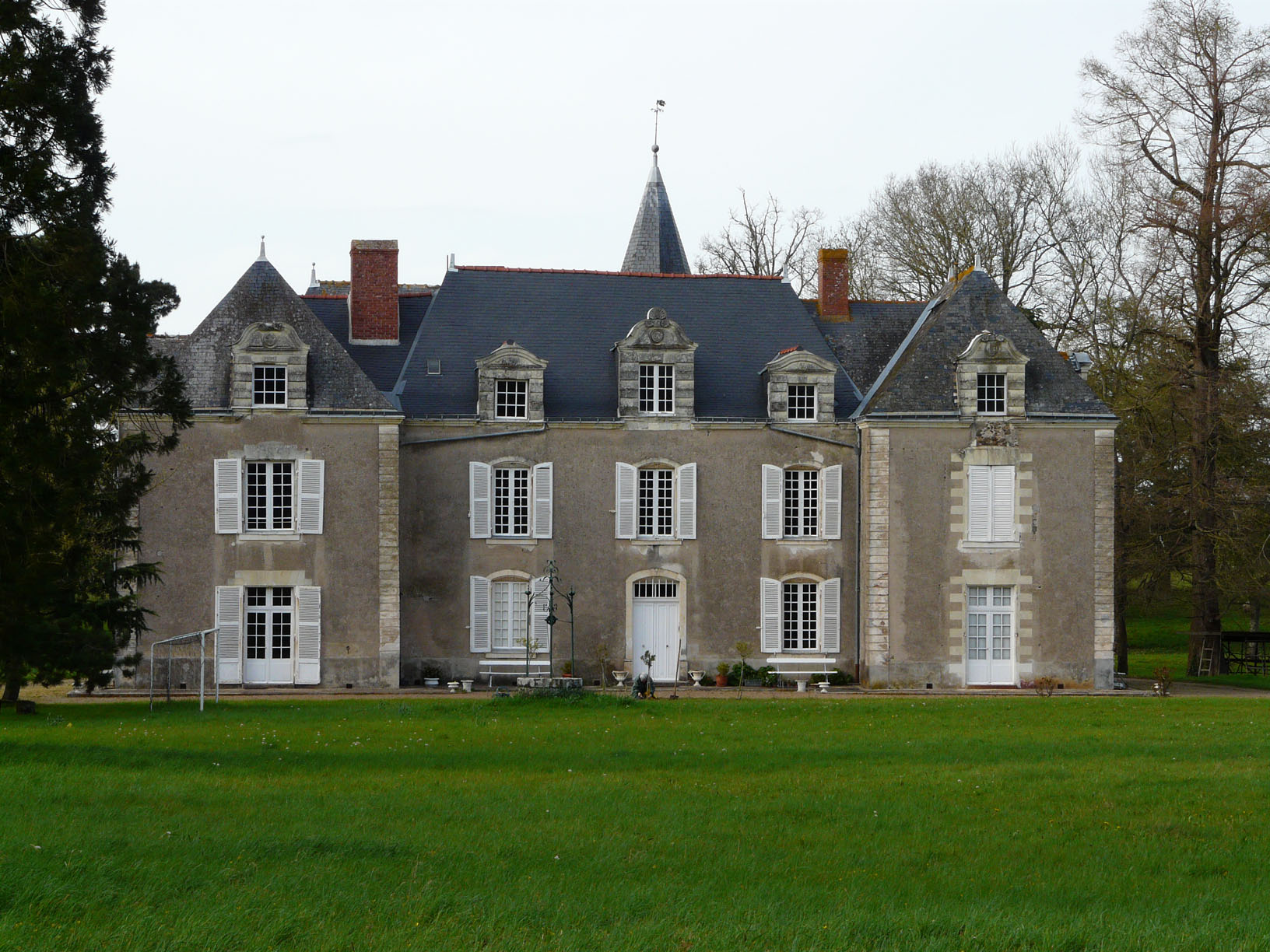
Le château du Pas-Nantais.

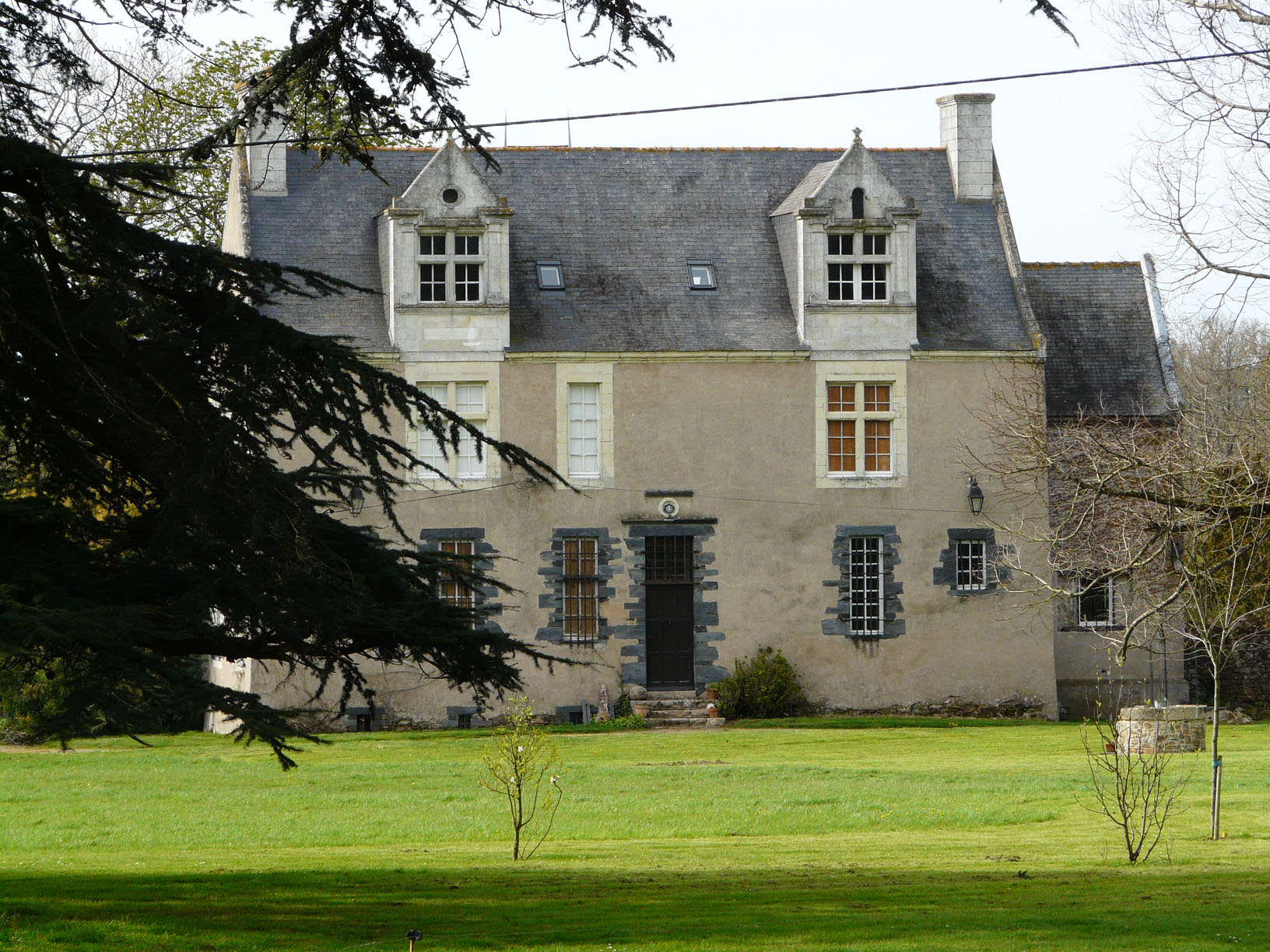
Le manoir de la Quétraye.

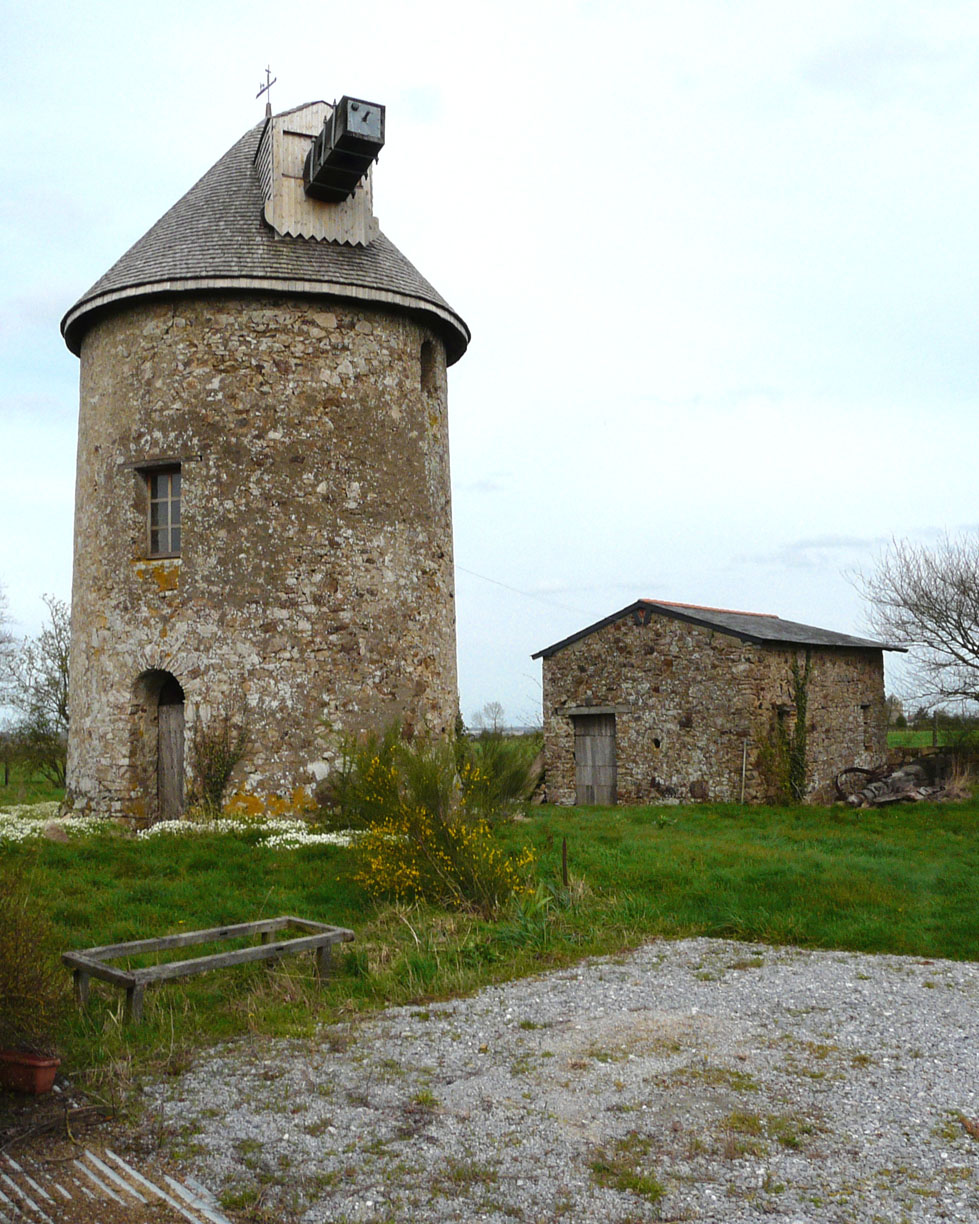
Le moulin de la Quétraye.

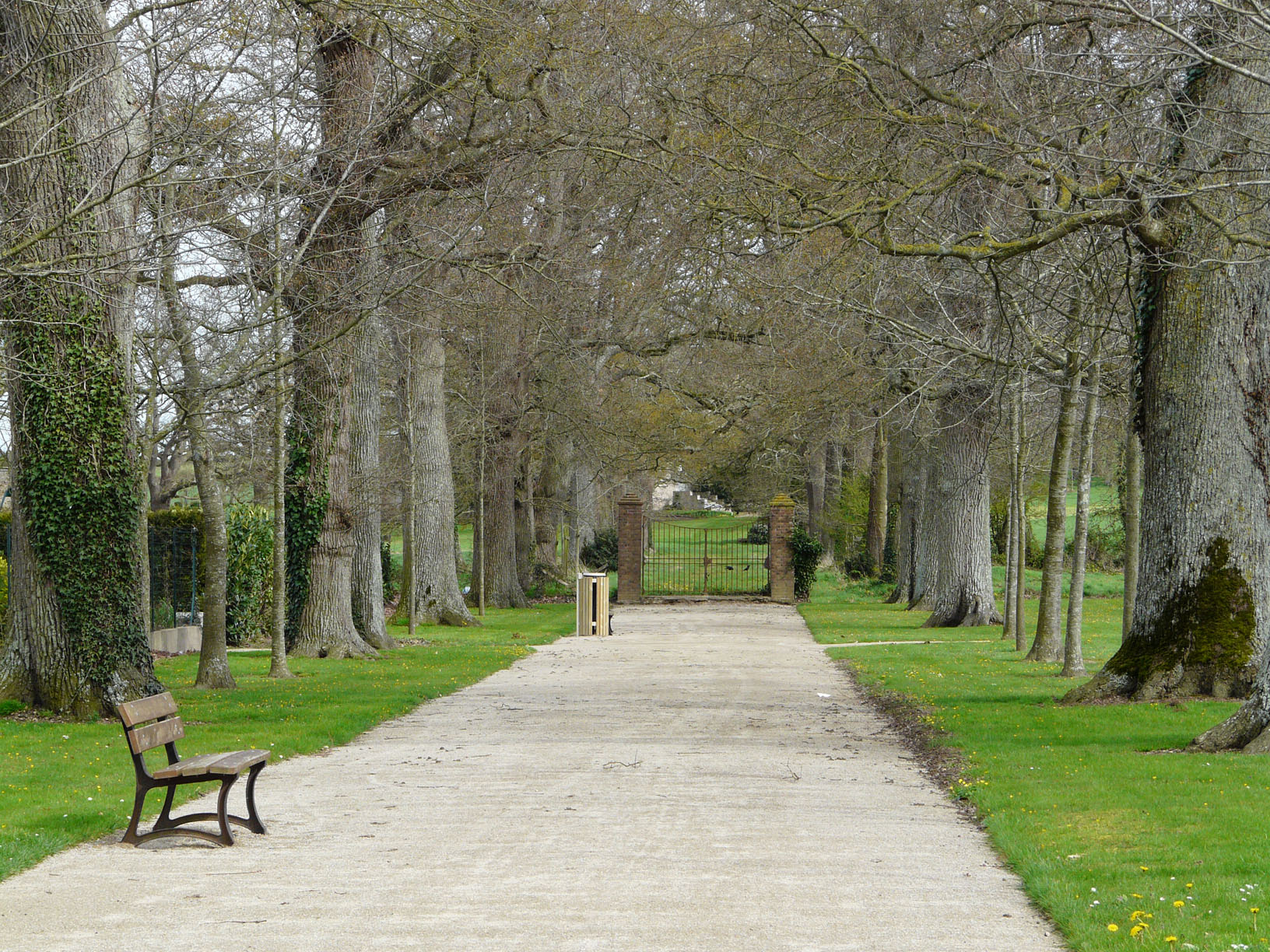
L'allée des Chênes vers le manoir de la Quétraye.

### Patrimoine

#### Patrimoine civil
- Le château du Pas-Nantais (XVIe siècle - XIXe siècle). Cette ancienne seigneurie est attestée en 1426. Propriété successive des familles du Pas-Nantais, La Poëze (à partir du XVIe siècle), Palierne de la Houdussais (chef royaliste), Lefebvre d'Ancenis (en 1810), Collineau de Meezemaker (depuis le XIXe siècle).
- Le château de la Varenne (XVIIe – XVIIIe siècle). Propriété de Bertrand de Tréal en 1520, il est reconstruit au début du XVIIIe siècle. Ce château possédait autrefois une chapelle privée du XVIe siècle. Il est aussi la propriété de la famille Dieuzie. Le dernier seigneur de la Varenne s'appelait Gabriel Blondin d'Esigny : il fut avec son fils à la tête de l'armée vendéenne (il est arrêté à la Varenne le 15 janvier 1794 et condamné à mort). Les héritiers sont les Duquesny et de la Vieuxville. Le château passe ensuite dans les mains de la famille de Larlan (marquise de Larlan parente des Becdelièvre de la Seilleraye).
- Le château de la Hardière (XVIIIe siècle). Propriété de la famille Rigaud au XIVe siècle. Cette famille avait édifié l'ancienne chapelle Rigaud, aujourd'hui disparue. Le château devient au XIXe siècle la propriété de la famille Charette de Bois-Foucault. Dans la tour de contrôle du Pont-levis se trouve la chapelle privée de La Hardière (XVIe siècle).
- Le manoir des Salles (XVIIe siècle). Siège de la seigneurie de Salles. Ce manoir possédait lui aussi une chapelle privée. Propriété successive des familles d'Eonnet, Pantin de La Hamelière, Bouillau et de Bruc. De 1679 à la Révolution, le manoir est la propriété des seigneurs de Galisson. Ce manoir est vendu comme bien national en 1794.
- L'ancien château de la Roche (XVe siècle), situées à La Roche. La seigneurie de La Roche appartient au Moyen Âge à la famille de Saint-Gilles. Seules subsistent quelques dépendances.
- Le manoir de la Quétraye (XVe – XVIe siècle), situé à la Quétraye. Attesté au XIIe siècle, le manoir est agrandi vers 1580 - 1584. Propriété des familles Irodouez et de Boussineau. Les successeurs de la famille Irodouez sont les Dupuy, Mahot, de Boussineau (famille noble d'Orvault, Saint-Herblain et Barbechat) qui s'allia aux Bascher, Bertrand de Cœuvres et Becdelièvre.
- Le manoir des Rigaudières. Propriété de la famille d'Achon (ou Dachon), alliée aux Eustace et aux Van Alstein. Vers 1810, la Rigaudière est achetée par les Guitard, d'Ancenis, qui le vendent ensuite à la famille Dubar. La chapelle date de 1608.
- Le moulin de la Butte des Tertres (vers 1832 - 1840), bâti sur un site archéologique qu’auraient occupé les Romains.
- Le moulin de La Quétraye (XVIIIe siècle), construit par la famille Brindeau le 17 mai 1773.
- Le moulin de Saint-Père (1585), situé près de La Quétraye. Il est restauré au XXe siècle.

#### Patrimoine religieux
- L'église Saint-Pierre situé au centre du bourg date de 1868. Elle remplace une église plus ancienne de 1555 et fondée par les seigneurs de Mésanger. Certains de ses éléments sont antérieurs à sa construction : l'autel date de 1740, la statue représentant saint Paul, œuvre de Barrême d'Ancenis, date de 1836 tout comme le Christ en croix restauré par Pierre Dautel. Les fonts baptismaux, œuvre de l'architecte Joseph Bougroin, datent de 1936.
- La chapelle de Tâcon (XVIIe siècle), restaurée par Donatien Voleau. Autrefois entourée d’un cimetière, elle est reconstruite en 1905 sur les anciennes fondations du XVIIe siècle.
- La croix des Rideux ou croix des Lépreux (Moyen Âge).

#### Patrimoine environnemental
L'allée des chênes qui part de l'église Saint-Pierre pour rejoindre le manoir de la Quétraye. Les plus vieux de ses chênes dépassent les 200 ans.

### Emblèmes

#### Héraldique
| Blason | Blasonnement : D'argent à trois merlettes de sable. Commentaires : Blason (délibération municipale du 12 mars 1976) enregistré le 25 mai 1976. |

#### Logotype
Logo de Mésanger.

### Personnalités liées à la commune
- Jean de Malestroit, né à Mésangé vers le milieu du XIVe siècle. Il deviendra successivement évêque de Saint-Brieuc, trésorier général de Bretagne, puis évêque de Nantes en 1419 et cardinal.
- René Palierne de La Haudussais, né à Mésanger en 1765, chef vendéen et chouan.
- Hortense Tanvet, sculptrice née à Mésanger en 1880, qui a donné son nom à l'école publique.
- Hervé Borré, peut-être fils illégitime de Louise Borré et d'Henri IV[35],[36].

## Équipements et services
La commune est équipée d’un centre de secours, qui compte, en 2008, un effectif de 28 sapeurs pompiers volontaires.
Le choix du développement démographique a conduit la municipalité à se doter de nouveaux équipements en 2005 et 2006. Tout d’abord, le complexe sportif et culturel « Le Phénix » qui a vu le jour en 2005. Il se compose d’une salle omnisports (salle de l’olympe) et d’une salle de spectacle (salle du clair obscur).  Puis en 2006, l’espace enfance et jeunesse « Les Tournesols » qui regroupe le restaurant scolaire, le multi-accueil, le relais assistantes maternelles, l’accueil périscolaire, le centre de loisirs et la bibliothèque. Ces derniers équipements ont représenté un investissement de 6 millions d’euros pour la commune.

### Transports
Mésanger est desservie par la ligne 346 (Nantes – Saint-Mars-la-Jaille) du réseau régional de transport Aléop.
Les transports scolaires sont gérés par la région des Pays de la Loire et localement par la Communauté de Communes du pays d'Ancenis (COMPA).

### Enseignement
La ville possède deux écoles primaires :
- l’école publique Hortense-Tanvet qui accueillait 197 élèves en janvier 2008 ;
- l’école privée Saint-Joseph qui accueillait 355 élèves en janvier 2008, répartis en 13 classes (5 maternelles et 8 primaires)[19].

Les collèges et lycées les plus proches sont à Ancenis.
En 2005 – 2006, le restaurant scolaire a servi 33 553 repas.

### Sports et culture

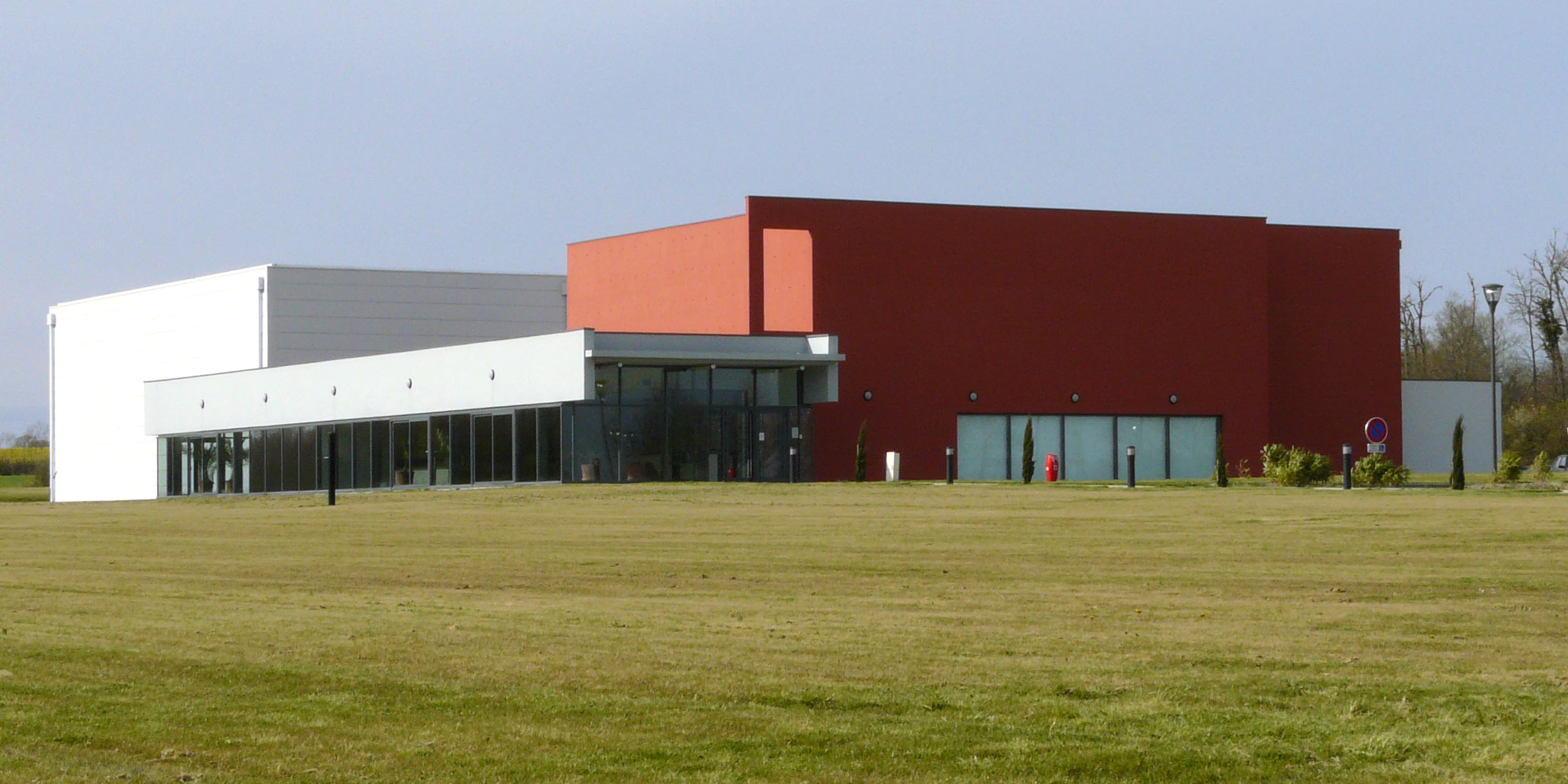
Le complexe sportif et culturel le Phénix.

La commune est équipée de deux courts de tennis réservés au club de tennis, un court de tennis public, deux terrains de football ainsi que deux salles omnisports.
Elle a également ouvert en 2014 un city-parc, plateau sportif public.
Aujourd’hui, environ 2 000 personnes utilisent  les deux complexes sportifs du Pont Cornouaille et du Phénix.
Quelques sports représentés :
- Badminton
- Cyclisme
- Football
- Gymnastique
- Handball
- Judo
- Tennis
- Tennis de table
- Twirling
- Volley
- VTT

Mésanger dispose aussi d'une bibliothèque et d'une salle de spectacle équipée pour des projections.
La bibliothèque « les mille et une pages » possédait début 2008 plus de 4 000 documents en prêt.
L’association théâtrale « Les Amis de la Scène » produit plusieurs représentations par an au « Clair Obscur ». Créée il y a 30 ans, cette association a grandi et s'agrandit aujourd'hui encore grâce à son esprit rempli d'amitié et à ses fidèles spectateurs.

### Enfance et jeunesse
Les services suivants sont regroupés au centre « Les Tournesols » :
- le multi-accueil (-3 ans) « Pas à Pas », offrant 30 places en 2019 ;
- le centre de loisir sans hébergement « Les Diablotins » ;
- l’accueil périscolaire ;
- le restaurant scolaire ;
- le relais assistantes maternelles qui comptait 88 assistantes agréées au 1er décembre 2006[37] ;
- le foyer des jeunes.

### Santé
Quatre médecins généralistes exercent sur la commune.
On trouve également :
- une pharmacie ;
- deux cabinets d'infirmières libérales ;
- un cabinet de kinésithérapie ;
- un cabinet d'osthéopathie ;
- une orthophoniste.

L'hôpital le plus proche se trouve à Ancenis-Saint-Géréon.